# Van Buren (Maine, statisztikai település)
Van Buren statisztikai település az USA Maine államában, Aroostook megyében. Lakosainak száma 1809 fő (2020. április 1.).

## Népesség
A település népességének változása:

| 2020 | 1 809 |